# Platymantis mimula
Platymantis mimula, còn gọi là the Japanese Bullet Frog, là một loài ếch trong họ Ranidae. Nó là loài đặc hữu của Philippines.
Các môi trường sống tự nhiên của chúng là rừng khô nhiệt đới hoặc cận nhiệt đới, rừng ẩm vùng đất thấp nhiệt đới hoặc cận nhiệt đới, vùng núi ẩm nhiệt đới hoặc cận nhiệt đới, vùng đồng cỏ, các đồn điền, vườn nông thôn, và rừng trước đây suy thoái nghiêm trọng.